# Juan Antonio Pérez-Urruti y Villalobos
Juan Antonio Pérez-Urruti y Villalobos (18..-1955) fue un político e ingeniero de montes español, que ejerció como diputado en tres de las últimas legislaturas de la Restauración borbónica.
A comienzos del siglo XX contribuyó a que se trasladara la Escuela de Montes a la villa de Madrid, hasta entonces ubicada en la Casa de Oficios del Monasterio de El Escorial. Participó activamente en el Primer Congreso de Ingeniería celebrado en España en 1919. Presidente del Instituto de Ingenieros Civiles de España.
Durante el reinado de Alfonso XIII salió elegido diputado por tres veces. En las elecciones generales de 1919 resultó elegido por el Distrito 340, Torrox (Málaga), en la fracción política maurista. Renovó por el mismo distrito en  las elecciones de 1920, esta vez por la fracción política ciervista. Como diputado defendió la política forestal y a sus servidores, los guardias forestales.
Durante la dictadura de Francisco Franco fue inspector general de Cuerpo de Ingenieros de Montes, de 4 de julio de 1951 hasta el 6 de febrero de 1952.
Casó con Carolina Codorníu Bosch (1891-1985), hija del apóstol del árbol y también ingeniero de montes Ricardo Codorníu y Stárico.

## Escritos
- Trabajos hidrológico-forestales. Fijación de terrenos, conferencia leída por su autor en el acto de clausura del centenario Escuela Especial de Ingenieros de Montes (23 de octubre de 1948).
- Memoria leída por Juan Antonio Pérez-Urruti y Villalobos en la sesión de apertura en el Primer Congreso Nacional de Ingeniería (Teatro Real de Madrid, 16 al 25 de noviembre de 1919).